# 多花黄精
多花黄精（学名：Polygonatum cyrtonema）是天門冬科黄精属的植物，是中国的特有植物。分布在中国大陆的安徽、河南、贵州、湖北、江苏、江西、广东、四川、湖南、广西、福建等地，生长于海拔500米至2,100米的地区，一般生于灌丛、林下和山坡阴处，目前尚未由人工引种栽培。

## 别名
黄精（植物名实图考的附图），长叶黄精（中药志），白芨黄精，山捣臼（浙江），山姜（江西）